# Casa Farguell
La Casa Farguell era un edifici situat a la plaça de Santa Anna (actualment avinguda del Portal de l'Àngel) i el carrer del mateix nom, actualment desaparegut.

## Història
El 1858, l'hisendat i diputat per Berga Joaquim Farguell i Caum va adreçar-se a l'Ajuntament de Barcelona per a que li assenyalés les alineacions a les que s'havia d'ajustar la nova residència senyorial que hi volia construir, les quals foren traçades per l'arquitecte municipal Miquel Garriga i Roca i finalment aprovades el 1860. Aleshores, el mateix Garriga s'encarregà del projecte constructiu.
A la mort de Joaquim Farguell el 1878, la casa va passar a mans del seu fill Manuel Farguell i de Magarola. Finalment, fou enderrocada a principis de la dècada del 1930 per a l'ampliació dels Magatzems Jorba.

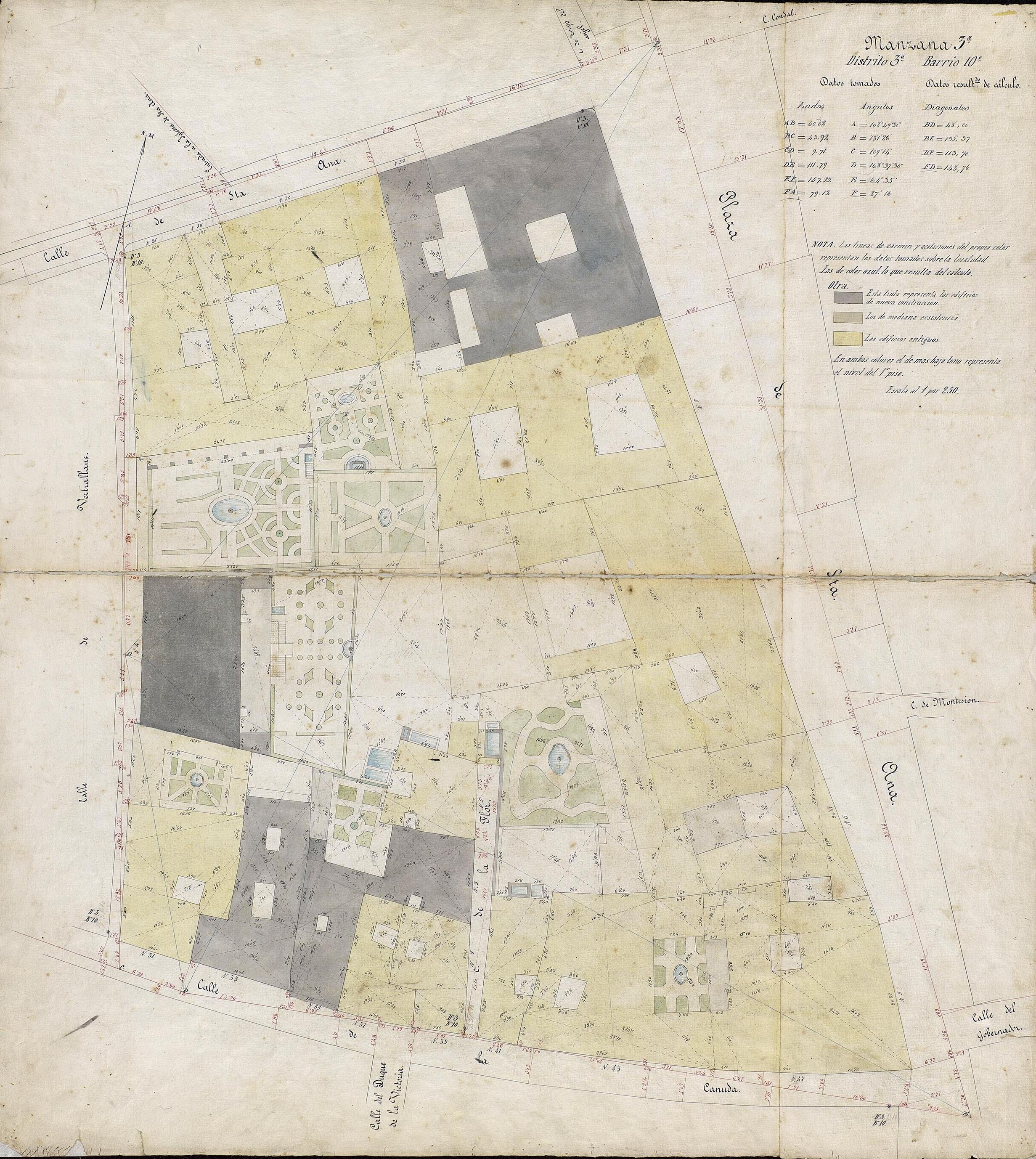
Quarteró de Garriga i Roca, núm. 68 (c. 1860)